# Объект 907 (средний танк)
Объект 907 — советский проект среднего танка. Разработан в начале 1950-х годов во ВНИИ-100.

## История создания
20 мая 1952 года Министерство оборонной промышленности СССР провело совещание с участием главных конструкторов танковых предприятий и маршалом бронетанковых войск И. С. Богдановым, на котором были выработаны перспективы модернизации и развития бронетехники. После совещания к 18 июня 1952 года были приняты тактико-технические требования для нового среднего танка. Новый средний танк должен был значительно превосходить по большинству своих характеристик Т-54. Согласно требованиям новый танк должен был обладать следующими характеристиками:
- Масса, т: 34
- Ширина, мм: не более 3300
- Высота, мм: не более высоты существовавших средних танков
- Клиренс, мм: не менее 425
- Калибр и марка пушки: 100-мм 2А24(Д-54)
- Бронирование: на 20..30 % усиленное по сравнению с Т-54
- Тип пушки: нарезная пушка
- Боекомплект пушки, выстр.: 50
- Пулемёты:

Курсовой: 7,62-мм
Спаренный с пушкой: 7,62-мм
Зенитный: 14,5-мм КПВТ
- Максимальная скорость по шоссе, км/ч: не менее 55
- Средняя скорость по сухим грунтовым дорогам, км/ч: 35..40
- Удельная мощность, л.с./т: не менее 20
- Удельное давление на грунт, кг/кв.см: 0,65
- Запас хода по шоссе, км: не менее 350
- Преодолеваемый подъём: не менее 40°

Так как выставленные требования являлись довольно сложной задачей, было принято решение провести предварительную эскизную проработку проекта. В проработке участвовали конструкторские бюро заводов № 75, № 174, № 183 и ВНИИ-100. Проект танка, разрабатываемый ВНИИ-100, получил наименование «Объект 907».
В дальнейшем в период с 1954 по 1956 годы в металле были изготовлены корпуса и башни «Объекта 907» для испытаний броневой защиты и поиска методов её улучшения. Корпуса изготавливались в двух вариантах. В первом варианте корпус был выполнен цельнолитым, во втором варианте корпус делался из сварных литых узлов. После проведённых испытаний было выяснено, что корпус «Объекта 907» по своим броневых характеристикам существенно превосходил корпус танка Т-54.

## Описание конструкции

### Броневой корпус и башня
Броневой корпус «Объекта 907» был выполнен из литой броневой стали, при этом забронированный объём был больше чем у среднего танка Т-54 и тяжёлого танка Т-10. Конструкция башни, благодаря большим углам наклона, обеспечивала броневую защиту на уровне танка Т-10. В общей сложности по сравнению с танком Т-54 защита «Объекта 907» была лучше на 30 %.

### Вооружение
В роли основного вооружения предполагалось устанавливать 100-мм нарезную пушку Д-10Т. Кроме того в качестве варианта предполагалась возможность установки 122-мм нарезной пушки М-62.

### Двигатель и трансмиссия
В качестве силовой установки предполагалось использовать дизельный двигатель В12-5 с эжекционной системой охлаждения и использованием узлов и агрегатов от танков Т-54 и Т-10. Трансмиссия была проработана в двух вариантах. Первый вариант по типу Т-54 (гидромеханическая трансмиссия). Второй вариант по типу Т-34 (механическая трансмиссия).

### Ходовая часть
Ходовая часть предполагала использование шестикатковой схемы.